# Arnéguy
Arnéguy település Franciaországban, Pyrénées-Atlantiques megyében. Lakosainak száma 238 fő (2022. január 1.). Arnéguy Lasse, Saint-Michel, Uhart-Cize, Luzaide/Valcarlos és Orbaizeta községekkel határos.

## Népesség
A település népességének változása:
| Lakosok száma | 232  | 234  | 239  | 238  | 237  | 236  | 237  | 237  | 238  |
|               | 2014 | 2015 | 2016 | 2017 | 2018 | 2019 | 2020 | 2021 | 2022 |